# 钗里五神庙
钗里五神庙，位于中华人民共和国山西省朔州市应县南泉乡钗里村，已列为山西省文物保护单位。

## 保护
2021年8月4日，钗里五神庙由山西省人民政府公布为第六批山西省文物保护单位，编号6-57。